# Canillejas (metropolitana di Madrid)
Canillejas è una stazione della linea 5 della metropolitana di Madrid.
Si trova sotto alla Calle de Alcalá, in corrispondenza dell'intersezione con l'Avenida de América e l'Avenida de Logroño, nel distretto di San Blas-Canillejas.
Oltre alla stazione della metropolitana, in superficie, si trova una stazione di autobus.

## Storia
La stazione fu inaugurata il 18 gennaio 1980 nell'ambito dell'estensione della linea 5 dalla stazione di Ciudad Lineal a quella di Canillejas. È stata capolinea fino al 2006 quando la linea venne estesa fino alla stazione di Alameda de Osuna.

## Accessi
Vestibolo Canillejas
- Alcalá, pares: Calle de Alcalá 640 (angolo con Calle de Cartago 1)

Vestibolo Josefa Valcárcel
- Alcalá, impares/Josefa Valcárcel: Calle de Alcalá 636

## Autobus

### Urbani
| Linea della EMT | Direzione             | Fermata:                                                        |
| --------------- | --------------------- | --------------------------------------------------------------- |
| 77              | Pza. Ciudad Lineal    | 3533: Alcalá-Canillejas (n. 625)                                |
| 77              | Colonia Fin de Semana | 2956: Alcalá (n. 640)-Canillejas                                |
| N5              | Colonia Fin de Semana | 2956: Alcalá (n. 640)-Canillejas                                |
| 101             | Aeropuerto - Barajas  | 5714: Intercambiador Canillejas (Calle de Josefa Valcárcel 152) |
| 105             | Barajas               | 2108: Avenida de Logroño-Canillejas (n. 2)                      |
| 105             | Pza. Ciudad Lineal    | 1293: Canillejas (A-2 km. 9)                                    |
| 114             | Barrio del Aeropuerto | 1292: Canillejas (A-2 km. 9)                                    |
| 115             | Barajas               | 1292: Canillejas (A-2 km. 9)                                    |
| 114             | Avenida de América    | 1293: Canillejas (A-2 km. 9)                                    |
| 115             | Avenida de América    | 1293: Canillejas (A-2 km. 9)                                    |
| 200             | Avenida de América    | 1293: Canillejas (A-2 km. 9)                                    |
| 140             | Pavones               | 5713: Intercambiador Canillejas (Calle de Josefa Valcárcel 152) |
| 151             | Barajas               | 5715: Intercambiador Canillejas (Calle de Josefa Valcárcel 152) |
| 200             | Aeropuerto            | 5617: Av. de América-Canillejas (A-2 km. 9)                     |
| N4              | Barajas               | 5617: Av. de América-Canillejas (A-2 km. 9)                     |
| N4              | Plaza de Cibeles      | 1293: Canillejas (A-2 km. 9)                                    |
| N5              | Plaza de Cibeles      | 3533: Alcalá-Canillejas (n. 625)                                |
| L5              | Casa de Campo         | 5713: Intercambiador Canillejas (Calle de Josefa Valcárcel 152) |

### Interurbani
| Linea | Direzione                                       | Fermata:                         |
| ----- | ----------------------------------------------- | -------------------------------- |
| 211   | Madrid (Ciudad Lineal)                          | Avenida de Logroño 1             |
| 211   | Paracuellos de Jarama - Belvis del Jarama       | Avenida de Logroño 2             |
| 212   | Paracuellos de Jarama (Los Berrocales)          | Calle de Josefa Valcárcel 152    |
| 221   | Guadalajara                                     | A-2 km. 9 (direzione Barcellona) |
| 222   | Meco                                            | A-2 km. 9 (direzione Barcellona) |
| 223   | Alcalá de Henares                               | A-2 km. 9 (direzione Barcellona) |
| 224   | Torrejón de Ardoz                               | A-2 km. 9 (direzione Barcellona) |
| 224A  | Torrejón de Ardoz (La Mancha Amarilla)          | A-2 km. 9 (direzione Barcellona) |
| 226   | Torrejón de Ardoz (Las Veredillas)              | A-2 km. 9 (direzione Barcellona) |
| 227   | Alcalá de Henares (Espartales-Universidad)      | A-2 km. 9 (direzione Barcellona) |
| 229   | Alcalá de Henares (Virgen del Val)              | A-2 km. 9 (direzione Barcellona) |
| 274   | Albalate de Zorita                              | A-2 km. 9 (direzione Barcellona) |
| 279   | Sacedón                                         | A-2 km. 9 (direzione Barcellona) |
| 281   | San Fernando de Henares                         | A-2 km. 9 (direzione Barcellona) |
| 282   | San Fernando de Henares - Mejorada del Campo    | A-2 km. 9 (direzione Barcellona) |
| 283   | Coslada - San Fernando de Henares               | A-2 km. 9 (direzione Barcellona) |
| 284   | Velilla de San Antonio - Loeches                | A-2 km. 9 (direzione Barcellona) |
| 221   | Madrid (Avenida de América)                     | A-2 km. 9 (direzione Madrid)     |
| 222   | Madrid (Avenida de América)                     | A-2 km. 9 (direzione Madrid)     |
| 223   | Madrid (Avenida de América)                     | A-2 km. 9 (direzione Madrid)     |
| 224   | Madrid (Avenida de América)                     | A-2 km. 9 (direzione Madrid)     |
| 224A  | Madrid (Avenida de América)                     | A-2 km. 9 (direzione Madrid)     |
| 226   | Madrid (Avenida de América)                     | A-2 km. 9 (direzione Madrid)     |
| 227   | Madrid (Avenida de América)                     | A-2 km. 9 (direzione Madrid)     |
| 229   | Madrid (Avenida de América)                     | A-2 km. 9 (direzione Madrid)     |
| 261   | Madrid (Avenida de América)                     | A-2 km. 9 (direzione Madrid)     |
| 281   | Madrid (Avenida de América)                     | A-2 km. 9 (direzione Madrid)     |
| 282   | Madrid (Avenida de América)                     | A-2 km. 9 (direzione Madrid)     |
| 283   | Madrid (Avenida de América)                     | A-2 km. 9 (direzione Madrid)     |
| 284   | Madrid (Avenida de América)                     | A-2 km. 9 (direzione Madrid)     |
| N202  | Madrid (Avenida de América)                     | A-2 km. 9 (direzione Madrid)     |
| 274   | Madrid (Estación Sur)                           | A-2 km. 9 (direzione Madrid)     |
| 279   | Madrid (Estación Sur)                           | A-2 km. 9 (direzione Madrid)     |
| 827   | Alcobendas - Universidad Autónoma - Tres Cantos | Calle de Josefa Valcárcel 152    |
| 828   | Alcobendas - Universidad Autónoma               | Calle de Josefa Valcárcel 152    |
| N202  | Torrejón de Ardoz- Alcalá de Henares            | A-2 km. 9 (direzione Barcellona) |